# Amused to Death
Amused to Death é o terceiro álbum de estúdio de Roger Waters,. Lançado em 1992.
Uma versão remasterizada e remixada foi lançada em 2015, produzida por Waters e James Guthrie.
O álbum, cujo titulo (em tradução direta) significa "Entretido até a morte", apresenta uma forte crítica à indústria cultural e a rotina das sociedades modernas em que a informação é despejada incessantemente pelos meios de comunicação.
O álbum conta com a participação Jeff Beck, que faz as guitarras em "The Ballad of Bill Hubbard", "What god wants parts 1, 2 & 3" e também Don Henley dos Eagles que fez um dueto com Waters em "Watching TV".
Amused to Death chegou à oitava posição das paradas britânicas. "What God Wants, Part I" alcançou a 4ª posição do Mainstream Rock Tracks da Billboard. 

## Faixas
1. The Ballad Of Bill Hubbard
2. What God Wants, Part I
3. Perfect Sense, Part I
4. Perfect Sense, Part II
5. The Bravery Of Being Out Of Range
6. Late Home Tonight, Part I
7. Late Home Tonight, Part II
8. Too Much Hope
9. What God Wants, Part II
10. What God Wants, Part III
11. Watching TV
12. Three Wishes
13. It's a Miracle
14. Amused to death